# ボーリンググリーン (ケンタッキー州)

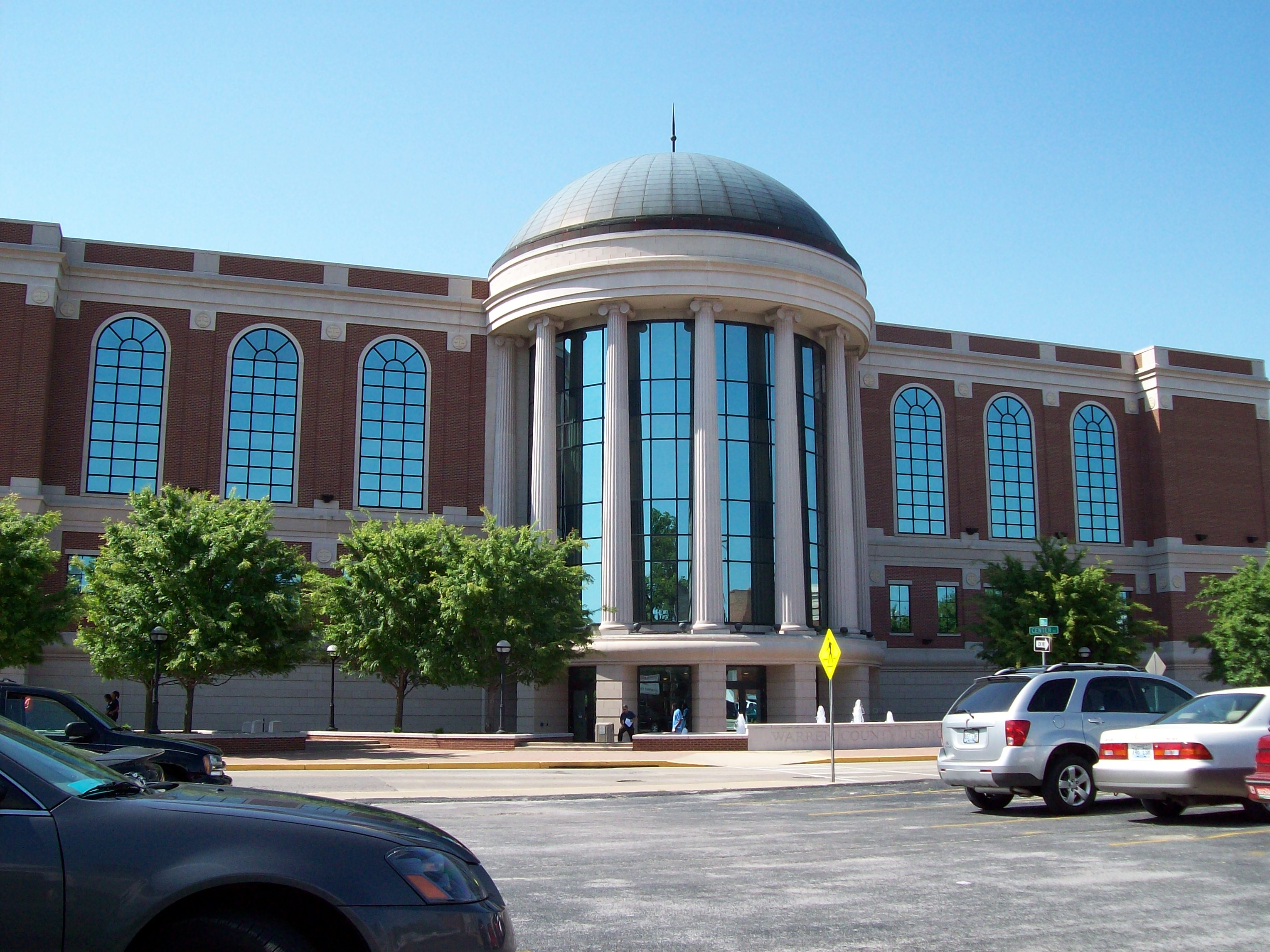
ウォーレン郡裁判所は地域司法の中心である

ボーリンググリーン（英: Bowling Green）は、アメリカ合衆国ケンタッキー州の都市。ウォーレン郡の郡庁所在地である。人口は7万2294人（2020年）で、ルイビル、レキシントンに続く州内第3の都市である。
ボーリンググリーンは1798年にロバート・ムーアとジョージ・ムーアがウォーレン郡に土地を寄付した後に設立された。この土地は公共建築物を建てるために寄付されていた8,000m2の区画を囲んでいた。ボーリンググリーンは南北戦争の間にアメリカ連合国ケンタッキー州の暫定州都になった。2003年、ボーリンググリーンと周辺の地域社会が都市圏に指定された。
ボーリンググリーンにはゼネラルモーターズの組立工場があり、1981年以来シボレー・コルベットが組み立てられており、またキャデラック・XLRは2009年春に製造中止になるまで組み立てられた。その他の重要な事業としてはフルーツ・オブ・ザ・ルーム、フーチェンス・インダストリーズ、ホリー・パフォーマンス・プロダクツおよびキャンピング・ワールドがある。ケンタッキー州では3番目の規模となる公立大学西ケンタッキー大学は市内中央の丘の上にある。その運動競技部は「ヒルトッパーズ」と呼ばれている。

## 歴史

### 開拓と自治体化
現在ボーリンググリーンと呼ばれる地域に最初に入植したとされているヨーロッパ人は、ロバート・ムーアとその兄弟ジョージ・ムーアおよびエリジャ・コビントン将軍だった。ムーア兄弟は1794年頃にバージニア州から到着した。ウォーレン郡が創設された時からわずか2年後の1798年、ロバート・ムーアが公共建築物を建てる目的で2エーカーの土地を郡理事会に寄付した。その後間もなくそれを取り囲む土地をさらに30ないし40エーカー寄付した。ボーリンググリーン市は1798年3月6日にケンタッキー州により正式に市制が布かれた。
ボーリンググリーンという名前の出所については、歴史家達の研究では1つの史料に帰されていない。ある者は郡の最初の理事会で開拓者達が新しい町の名前として「Bolin Green」と「呼ばれる」ことを決めたと言っている。この名前はアメリカ独立戦争の時に、愛国者達がイギリス王ジョージ3世の彫像を引き倒して、その鉛を弾丸を鋳込むために用いた場所であるニューヨーク市の公園ボーリンググリーンに因んだものだった。またある者はバージニア州から来た開拓者達がバージニア州のボーリンググリーンに因んで名付けたと言っている。さらに他の者はロバート・ムーアがその住居で「ボール・アレー・ゲーム」を続けており、客人がそれを「ボーリング・オン・ザ・グリーン」と呼んだと言っている。初期の記録に拠れば、市名の綴りは「Bowlingreen」や「Bolin Green」ともされていた。

### 19世紀
1810年時点では人口僅かに154人だった。蒸気船による交易が発展し、バーレン川に近いこともあって、ボーリンググリーンの重要性が増した。バーレン川の閘門やダムができて航行性が増した。1832年、この川から当時の郡庁まで最初の輸送用鉄路ができた。この鉄路を使ってラバが荷物や乗客を曳いて行き来した。
1830年代にボーリンググリーンの急速な都市化が進んだが、土地の生活ではまだ農業が重要な役割を占めていた。ボーリンググリーンを訪れた者がベンジャミン・バンスという名の酒場経営者の自慢話を記している。
1859年、ルイビル・アンド・ナッシュビル鉄道（現在のCSXトランスポーテーション）がボーリンググリーンを通る鉄道を敷設し、南北の市場とを結んだ。
ボーリンググリーン市は南北戦争のときに中立を宣言した。しかし、その重要な位置と資源があるために、北軍も南軍も市の支配を求めた。住民の大半は南軍贔屓だった。1861年9月18日、南軍がサイモン・ボリバー・バックナー将軍の指揮でボーリンググリーン市の占領に成功し、住民は喜んだ。丘の周りは価値ある川と鉄道を使って軍事行動が行えるように要塞化された。11月にはアメリカ連合国ケンタッキー州政府がボーリンググリーンをその州都に選んだ。
1862年2月14日、テネシー川のヘンリー砦とカンバーランド川のドネルソン砦が北軍に占領されたという報せが届くと、南軍はボーリンググリーンの占領を止めた。その撤退時にバーレン川に架かる橋や、鉄道駅など重要な建物を破壊した。この戦争の残り期間、市は何度も破壊や襲撃に遭った。1864年の夏には、北軍のスティーブン・G・バーブリッジ将軍が、反逆の疑いで市内外の22人を逮捕した。戦争中のこの事件や連邦政府当局による厳しい取扱いによって、住人は北軍に対して敵意を持ち、南軍に同情する様になった。
南北戦争が終わった後、ボーリンググリーンの事業地区は著しく成長した。それ以前は市の経済を農業が支配していた。1870年代には今日市内にある歴史的事業用建造物の多くが建設された。この時代のボーリンググリーンで最も重要な事業の一つはキャリー・バーナム・テイラーの縫製業だった。1906年時点でテイラーは200人以上の女性を雇用していた。
1868年、市は最初の上水道を建設した。4代目の郡庁舎は1868年に完工した。それまで3代の庁舎はそれぞれ1798年、1805年および1813年の完成だった。1889年にラバに曳かせる路面馬車が出現した。1895年には最初の電車がこれに置き換わった。
1862年、シスターズ・オブ・チャリティ・オブ・ナザレンがセントコロンビア・アカデミーを設立し、1911年にはセントジョセフ・スクールに受け継がれた。1884年に、1875年設立のサザン師範学校がグラスゴーからボーリンググリーンに移転された。プレザント・J・ポッターが1889年に女子のカレッジを設立した。これは1909年に閉校となり、その資産は西ケンタッキー州立師範学校（現在の西ケンタッキー大学）に売却された。その他この時代の重要な学校としては、メソジスト・ウォーレン・カレッジ、オグデン・カレッジ（後に西ケンタッキー大学の一部になった）、および寄宿制のグリーン川女子カレッジがあった。

### 20世紀
1906年、サザン師範学校の学長で所有者ヘンリー・ハーディン・チェリーがウェスタン州立師範学校の母体として自分の学校を州に寄付した。この学校は州内の高まる教育需要に応えるために教師を育てた。この施設は現在西ケンタッキー大学と呼ばれ、ケンタッキー州では2番目の規模の公立大学であり、最近ルイビル大学より大きくなった。
1906年、リリアン・H・サウス、J・N・マコーマック、A・T・マコーマックの各博士が地域の住民と学生のために24時間医療と看護を行うセントジョセフ病院を開設した。
1925年、ケンタッキー路面電車停車場が開設された。この駅には毎日27編成の列車が到着した。地方のバス路線も人気のある旅行形態になった。1950年代までに連邦政府の補助を受けたハイウェイの建設や自家用車が主要な交通手段になるにつれて、この2つの交通機関は劇的に衰退していった。
1940年、ボーリンググリーンにユニオン・アンダーウェアの工場が建設され、市の経済を著しく活性化させた。1960年代、ボーリンググリーン市の人口はアシュランド、パデューカおよびニューポートの各市を超えるようになった。
中心街の通りは交通渋滞が激しかった。1949年、アメリカ国道西31号線のバイパスができて交通渋滞を緩和したが、中心街から事業を抜いていく効果もあった。このバイパスはボーリンググリーンの事業の中心に成長した。1954年の広告では「貴方の事業がボーリンググリーンの成長する方向に成長できる -- 西31号線バイパスの方へ」と謳っていた。
1960年代までに買い物の行く先は中心街広場から郊外のショッピングセンターに移っていた。1967年の5月から11月にボーリンググリーン・モールの店舗が営業を始めた。別の広告では「ワンストップ・ショッピング。駐車代無料。車を降りたら店舗。手近に何でも見つかります。」と謳った。1979年9月から1980年9月の間にさらに大きなグリーンウッド・モールの店舗がオープンした。市域は州間高速道路65号線の方向に拡がり始めた。
1960年代後半までにボーリンググリーン東部を走る州間高速道路65号線が完工した。グリーンリバー・パークウェイ（現在のウィリアム・H・ナッチャー・パークウェイ）が1970年代に完成し、ボーリンググリーンとオーエンズボロとを結んだ。これら幹線道路の開通によってボーリンググリーンに多くの製造業を惹き付けることになった。
1981年、ゼネラルモーターズがそのシボレー・コルベットの組立工場をミズーリ州セントルイスからボーリンググリーンに移した。同年、全国コルベット・ホームカミングの行事が始められ、コルベットのオーナーの大きな集会、車のパレードおよびそれに関連する行事が毎年行われるようになった。1994年、全国コルベット博物館が組立工場近くに建設された。
1997年、ボーリンググリーン市は全国アーバーデイ基金によってアメリカ合衆国の樹木の都市に指定された。

### 21世紀の構想
2002年、市は中心街地区再活性化の方法を検討した。中心街再開発公社が創られて開発計画を練った。その計画はウォーターフロントの資産や歴史的中心街および泉の広場周辺の景観に及んだ。またボーリンググリーン地域商工会議所の新ビル建設、中心街がバーレン川に接する所のリバーウォーク公園の建設、サーカス広場と呼ばれる新しい公共公園の創設および新しい小売店地域である泉の広場マーケットの設置も提案した。
2009年春の時点で新しい商工会議所ビル、リバーウォーク公園およびサーカス広場が完成した。2009年10月には芸術と教育の施設である南ケンタッキー芸能センターが開館した。泉の広場マーケットの用地開発はまだ行われていない。

## 地理
ボーリンググリーンは北緯36度58分54秒 西経86度26分40秒 / 北緯36.98167度 西経86.44444度に位置する。ボーリンググリーン地域空港のある場所で標高547フィート (167 m) となっている。
アメリカ合衆国国勢調査局に拠れば、市域全面積は35.6平方マイル (92.1 km2)、このうち陸地は35.4平方マイル (91.7 km2)、水面は0.2平方マイル (0.4 km2)で水域率は0.45％である。

### 気候
ボーリンググリーンは温暖湿潤気候 (ケッペンの気候区分 Cfa)に属する
| ボーリンググリーンの気候         | ボーリンググリーンの気候 | ボーリンググリーンの気候 | ボーリンググリーンの気候 | ボーリンググリーンの気候 | ボーリンググリーンの気候 | ボーリンググリーンの気候 | ボーリンググリーンの気候 | ボーリンググリーンの気候 | ボーリンググリーンの気候 | ボーリンググリーンの気候 | ボーリンググリーンの気候 | ボーリンググリーンの気候 | ボーリンググリーンの気候 |
| 月                               | 1月                      | 2月                      | 3月                      | 4月                      | 5月                      | 6月                      | 7月                      | 8月                      | 9月                      | 10月                     | 11月                     | 12月                     | 年                       |
| -------------------------------- | ------------------------ | ------------------------ | ------------------------ | ------------------------ | ------------------------ | ------------------------ | ------------------------ | ------------------------ | ------------------------ | ------------------------ | ------------------------ | ------------------------ | ------------------------ |
| 平均最高気温 °C （°F）           | 6 (43)                   | 9 (49)                   | 15 (59)                  | 21 (69)                  | 25 (77)                  | 29 (85)                  | 32 (89)                  | 31 (88)                  | 22 (71)                  | 21 (70)                  | 14 (58)                  | 8 (47)                   | 19 (67)                  |
| 平均最低気温 °C （°F）           | −4 (25)                  | −2 (29)                  | 3 (37)                   | 7 (45)                   | 13 (55)                  | 17 (63)                  | 20 (68)                  | 19 (66)                  | 14 (58)                  | 8 (46)                   | 3 (37)                   | −2 (29)                  | 8 (47)                   |
| 降水量 mm （inch）               | 105.4 (4.15)             | 105.4 (4.15)             | 126.2 (4.97)             | 101.3 (3.99)             | 136.1 (5.36)             | 109 (4.29)               | 115.3 (4.54)             | 85.3 (3.36)              | 104.9 (4.13)             | 80.5 (3.17)              | 113.3 (4.46)             | 128.5 (5.06)             | 1,311.4 (51.63)          |
| 出典：Weather Channel 2009-03-29 |                          |                          |                          |                          |                          |                          |                          |                          |                          |                          |                          |                          |                          |

## 人口動態
以下は2007年の人口統計データである。
| 基礎データ - 人口: 49,296人 - 世帯数: 19,277世帯 - 家族数: 10,698家族 - 人口密度: 537.5人/km2（1,392.3人/mi2） - 住居数: 21,290軒 - 住居密度: 232.1軒/km2（601.3/mi2） 人種別人口構成 - 白人: 80.82% - アフリカン・アメリカン: 12.71% - ネイティブ・アメリカン: 0.23% - アジア人:1.95% - 太平洋諸島系: 0.12% - その他の人種: 2.16% - 混血: 2.01% - ヒスパニック・ラテン系: 4.08% 年齢別人口構成 - 18歳未満: 20.2% - 18-24歳: 23.5% - 25-44歳: 26.9% - 45-64歳: 17.5% - 65歳以上: 12.0% - 年齢の中央値: 29歳 - 性比（女性100人あたり男性の人口） - 総人口: 93.7 - 18歳以上: 90.4 | 世帯と家族（対世帯数） - 18歳未満の子供がいる: 26.2% - 結婚・同居している夫婦: 38.5% - 未婚・離婚・死別女性が世帯主: 13.1% - 非家族世帯: 44.5% - 単身世帯: 33.5% - 65歳以上の老人1人暮らし: 10.6% - 平均構成人数 - 世帯: 2.27人 - 家族: 2.91人 収入と家計 - 収入の中央値 - 世帯: 29,047米ドル - 家族: 40,320米ドル - 性別 - 男性: 30,244米ドル - 女性: 22,606米ドル - 人口1人あたり収入: 17,621米ドル - 貧困線以下 - 対人口: 21.8% - 対家族数: 15.7% - 18歳以下:25.1% - 65歳以上: 15.0% |

## 経済
ボーリンググリーンはより知識に基づき、技術に裏付けられた経済に移行しつつある。公立大学と工科カレッジが各1校あり、ケンタッキー州南中部で教育の中心となっている。さらに先端的医療や商業の中心として不可欠な位置付けになっている。
ゼネラルモーターズ組立工場、ホーリー・パフォーマンス・プロダクツ、フーチェンス・インダストリーズ、SCA、キャンピング・ワールドおよびその他主要な製造業がボーリンググリーンを本拠にしている。マグナ・インターナショナルの事業部であるボーリンググリーン・メタルフォーミングや世界的会社に拡張するためにボーリンググリーンを選んだハルトン・カンパニーなど新しい企業も出来ている。
コモンウェウルス・ヘルス・コーポレーション、西ケンタッキー大学およびウォーレン郡教育委員会がボーリンググリーンと周辺部では最大級の雇用主である。その他にはゼネラルモーターズ・コルベット工場、フルーツ・オブ・ザ・ルーム、イーグル・インダストリーズ、インターナショナル・ペーパー、キャンピング・ワールド、トレース・ダイキャスト、ボーリンググリーン・メタルフォーミングおよびフーチェンス・インダストリーズが続いている。オンラインショッピング分野で第3位のショップnbcは商品保管受注センターを構えている。ショップnbcは最近顧客サービス・コールセンターの機能の大半もボーリンググリーンに移した。ショップnbcはミネソタ州エデン・プレーリーに本社があるバリュー・ビジョン・メディアが所有しており、その運営の大きな部分がボーリンググリーンにあるので、地域経済に大変重要なものとなっている。
エリザベスタウンやオーエンズボロの都市圏と比較して、ボーリンググリーンは不況後の雇用増が大きかった。2001年11月から2006年4月の間に、雇用数は13％増えた。2005年4月以降、製造業では5％、専門職と事業分野で5％およびレジャーと接客分野で6％雇用数が増えている。
ボーリンググリーンにおける高収入と雇用増が事業を行うための低コストと組み合わされ、2009年のフォーブス・マガジンが発表した「事業をやるための最良の小さな場所」リストに挙げられた。国内179の都市が評価され、ボーリンググリーンは事業をやるためには19位と位置付けられた。これはエリザベスタウンやオーウェンズボロを上回るものだった。このリストでは、生活費の低さで34位、雇用成長率の高さでは22位となっていた。 
2009年3月、ボーリンググリーン都市圏は、サイト・セレクション・マガジンによって、アメリカ合衆国の人口5万人から20万人までの地域社会では経済成長率トップに位置付けられた。2008年にも同誌によってトップに位置付けられていた。

## 教育

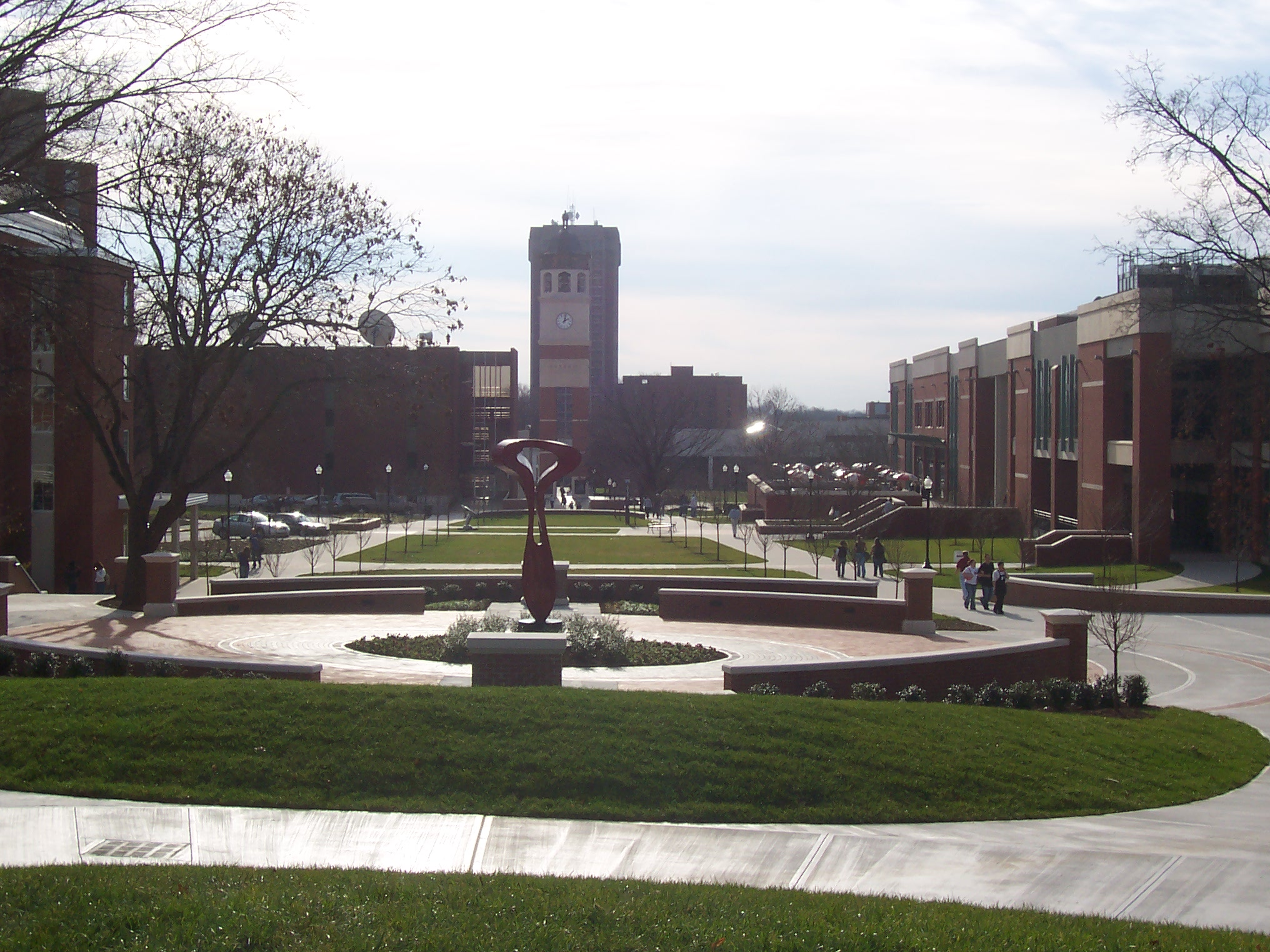
西ケンタッキー大学のキャンパス

### 高等教育
- ボーリンググリーン成人学習センター
- ボーリンググリーン工科カレッジ
- ドラウホンズ・ジュニアカレッジ
- 西ケンタッキー大学

### 初等中等教育
ボーリンググリーン都市圏には高校が5校あり、2010年秋にはさらに1校が開校する予定である。中学校は4校有り、2010年秋にはさらに1校が開校する予定である。小学校は18校ある。宗教系私立校は6校ある。

## 公共図書館
ウォーレン郡公共図書館は4つの恒久的支所がある。1956年に開館した本館は中心街にある。スミスグローブ支所は最初の支所であり、近くのスミスグローブにある。グラハム・ドライブ・コミュニティ支所はボーリンググリーン住宅局の住宅地区にある地区支所である。2007年後半に開館し、以前シュガー・メイプル広場ショッピングセンターにあったものに置き換わった。最新の支所は2008年春に開館したボブ・カービー支所であり、グリーンウッド高校と州間高速道路65号線に近い。移動図書館は長さ40フィート (12 m) のバスであり、6,000冊の蔵書を載せて、ボーリンググリーンとウォーレン郡を巡回している。2001年に開館した鉄道駅支所は改装されたルイビル・アンド・ナッシュビル鉄道駅にあり、通常の蔵書の他に技術や幼児向け蔵書を収めていたが、2007年後半に閉館した。2007年7月27日、ウォーレン郡予算委員会は公共図書館に資するために郡全体に拡がる課税地区を設けることを決議した。元はボーリンググリーン公共図書館と呼ばれていたこの図書館は2008年7月1日からウォーレン郡公共図書館になった。

## 交通

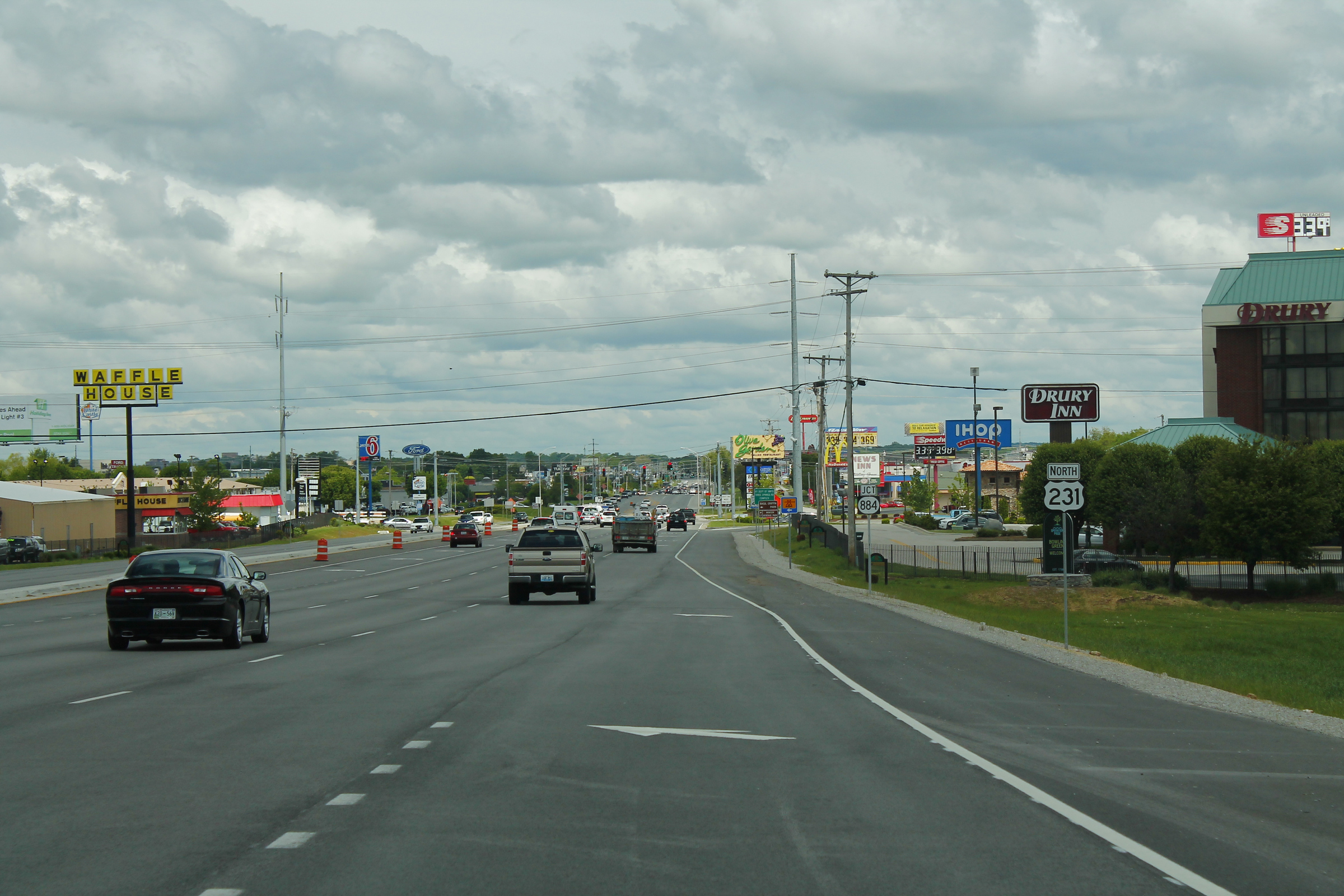
国道231号線

### 主要高規格道路
- 州間高速道路65号線、北のエリザベスタウンやルイビル（176 km)と南のナッシュビル（88 km)とを結ぶ
- ウィリアム・H・ナッチャー・パークウェイ、北のオーエンズボロ（112 km)とを結ぶ
- アメリカ国道231号線、北のモーガンタウンと、南のスコッツビルとを結ぶ
- アメリカ国道西31号線、北のパークシティと、南のフランクリンとを結ぶ
- アメリカ国道68号線 / ケンタッキー州道80号線、西のラッセルビルと、東のグラスゴーとを結ぶ

### その他の高規格道路
- ケンタッキー州道185号線
- ケンタッキー州道234号線
- ケンタッキー州道242号線
- ケンタッキー州道880号線

## レジャー

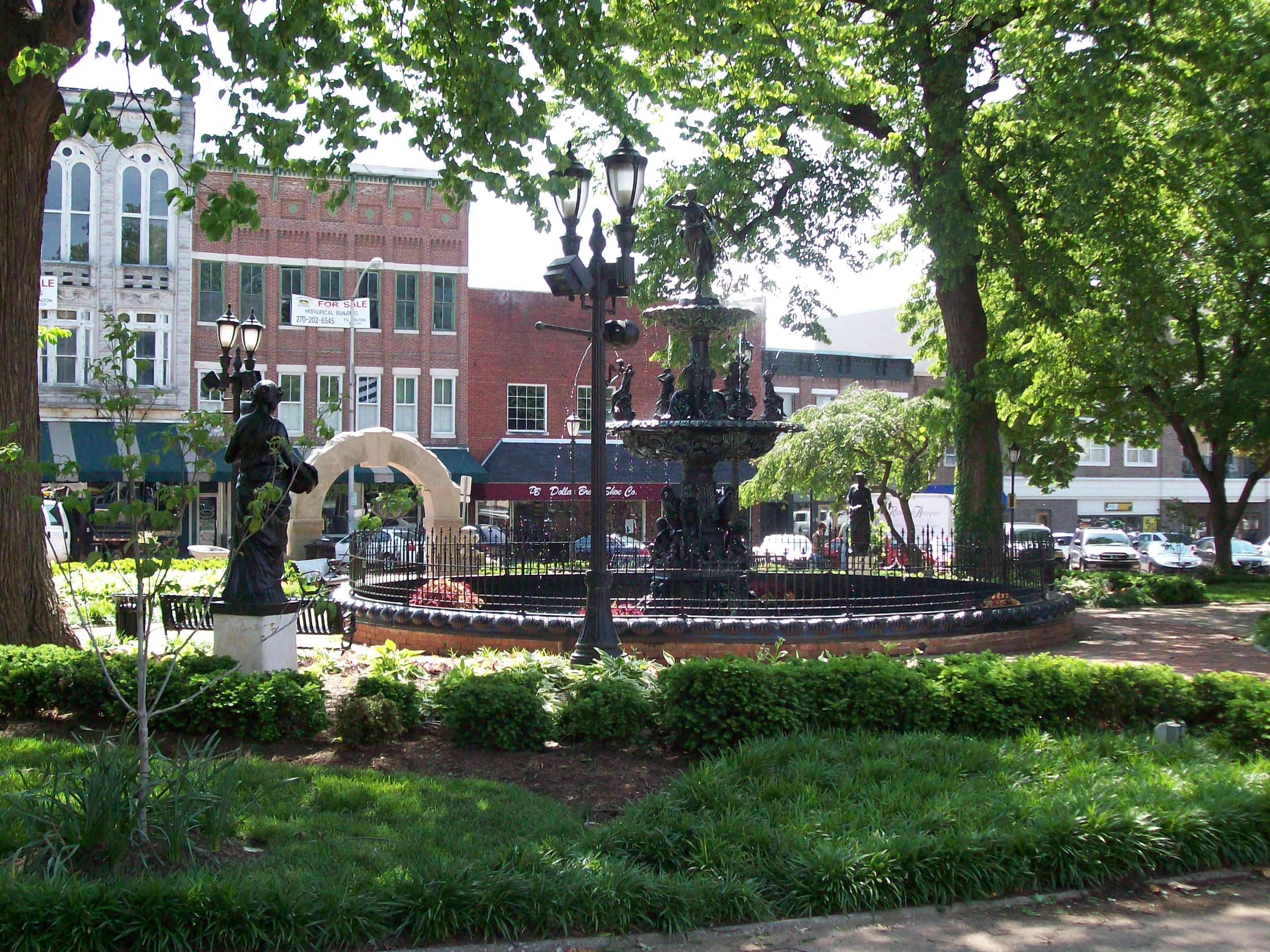
泉の広場

### 公園とレクリエーション
ボーリンググリーンの公園およびレクリエーション部は総面積895エーカー (3.6 km2) のレクリエーション用公有地を管理している。

#### コミュニティセンター
- F・O・モクスレー - ゲーム室（ビリヤード、テレビゲーム）、ボードゲーム室、売店、ラケットボールとワリーボールのコート、およびバスケットボールのコートを収める施設
- パーカー・ベネット - 会議、パーティおよびレセプションの空間を時間貸しする施設

#### 公園
- バジル・グリフィン - アヒルやカモのような回遊性の鳥がいる大きな池、遊戯場、ディスクゴルフコース、ピクニック用テーブルとパビリオン、サッカー場、バレーボールコート
- C・W・ランプキン - 野球場、屋外バスケットボールコート、売店、グリル、ピクニック用テーブルとパビリオン、遊戯場、サッカー場、テニスコート、バレーボールコート
- チャック・クラム・ネイチャー - ピクニック用テーブル、ウォーキングとランニング用道路
- コビントン・ウッズ - ゴルフコース、野球場、屋外バスケットボールコート、売店、グリル、ピクニック用テーブルとパビリオン、遊戯場、テニスコート、バレーボールコート
- フォートウェブ - 歴史史跡
- 泉の広場 - 中心街の歴史あるビクトリア様式の噴水、市民広場
- H・P・トーマス - グリル、ピクニック用テーブル、遊戯場、サッカー場、バレーボールコート
- ホブソン・グローブ - ゴルフコース、野球場、ディスクゴルフコース、歴史史跡、ピクニック用テーブル、売店
- ジェイムズ・ハインズ - ボート乗り場、歴史史跡
- ラバーズ・レーン - サッカー場、ディスクゴルフコース、ピクニック用テーブルとパビリオン、遊技場、売店
- オグデン - 遊技場
- ペディゴ - 野球場、屋外バスケットボールコート、バッティングケージ、売店、ピクニック用テーブルとパビリオン、遊技場、バレーボールコート
- プレストン・ミラー - ウォーターパーク、スイミングプール、ディスクゴルフコース、ピクニック用テーブルとパビリオン、遊技場、バレーボールコート、ウォーキングとランニング用道路、売店
- レザバーヒル - 屋外バスケットボールコート、グリル、歴史史跡、ピクニック用テーブルとパビリオン、遊技場、テニスコート、バレーボールコート
- リバーウォーク/ブラウンフィールド - 歴史史跡、ウォーキングとランニング用道路
- ローランド/ブランド - スケート公園、屋外バスケットボールコート、グリル、蹄鉄投げ場、ピクニック用テーブルとパビリオン、遊技場、サッカー場、テニスコート、バレーボールコート
- スペロ・ケレアケス - 野球場、屋外バスケットボールコート、バッティングケージ、売店、ディスクゴルフコース、グリル、ピクニック用テーブルとパビリオン、遊技場、共有ガーデニング場、サッカー場、テニスコート、バレーボールコート、ウォーキングとランニング用道路
- ウェストサイド・ネイバーフッド - 屋外バスケットボールコート、遊技場

#### スイミングセンター
- ラッセル・シムズ・アクアティック・センター - ケンタッキー州南中部で最大の水上公園、水への馴染み場、水はね場、水泳プール、ウォータースライド、飛び込み板および売店がある
- ウォーレン郡アクアティックス施設 - 一年中使える屋内プール、2008年2月に閉館。ウォーレン郡公立学校主事務所背後のラバーズ・レーンに新しい施設がオープン予定

### 博物館
- バーレン川想像的科学博物館 - 入場者が小型竜巻の力を経験したり、国内最大の対話式交通展示物を操作したり、マジックミラーで体を吊ったりなど、特徴ある体験型科学博物館
- ケンタッキー博物館図書館 - ケンタッキー州の歴史と伝承に関する豊富な収集品と教育用展示物がある。系図資料、刊行物、原稿および民俗生活の情報がある。
- 国立コルベット博物館 - 75台以上のコルベットが展示されているアメリカのスポーツカーの展示室、未使用クラシックカー、ある種のプロトタイプ、レース優勝カーなどがある。
- 歴史的鉄道と列車の博物館 - ルイビル・アンド・ナッシュビル鉄道駅 - ボーリンググリーンにある当初の鉄道駅を使った列車の博物館、図書館が2007年末に移動した後に開館、5両の修復された歴史的列車を収める。
- ホブソン・グローブのリバービュー - この歴史的家屋を使った博物館はイタリア建築様式のアーチ型窓、装飾ブラケットのある深い軒、および円屋根がある。1850年代遅くに建築が始まり、1861年から1862年は南軍の弾薬庫に使われ、1872年に完工した。

### スポーツとイベントの会場
西ケンタッキー大学キャンパスにあるE・A・ディドル・アリーナは観客席数7,500の多目的競技場である。1963年に建設され、2004年に改装された。バスケットボールやバレーボールなどカレッジ・スポーツの試合を開催している。また巡回ロデオやサーカスも興行される。2006年、10年ぶりにワールド・レスリング・エンタテイメントの興行があった。
西ケンタッキー大学アメリカンフットボールのヒルトッパーズは2002年にディビジョン1-AAのチャンピオンになった。
ボーリンググリーンは高校スポーツの盛んな所として知られてきた。極最近ではボーリンググリーン高校のアメリカンフットボールチーム、パープルズが2007年クラスAAAAA州内選手権に進出し、2006年と2005年はクラスAAA州内選手権に進出した。グリーンウッド・ゲイターズのソフトボールチームは2007年と2008年の州内選手権で優勝した。ウォーレン・セントラル・ドラゴンズの男子バスケットボールチームは2004年の州内選手権で優勝した。ボーリンググリーン・ジュニアハイスクールは2008年と2009年のKYMSA州内選手権で優勝し、2年間負け無しなので対戦成績は26連勝となっている。
インライン・ローラー・ホッケーも盛んである。ウォーレン郡インライン・ホッケー・リーグを開催している。NCRHAで競う西ケンタッキー大学のヒルトッパーズがあり、ブルーグラス・ホッケー・リーグとセントラル・コモンウェルス・リーグの会員でもある。
ボーリンググリーンボールパークは最近使われるようになった新しい競技場である。主に野球に使われ、シングルAのミッドウェストリーグに属するボーリンググリーン・ホットロッズが使っている。ホットロッズは2009年にサウス・アトランティックリーグで試合を始め、2010年にミッドウェストリーグに移った。
アメリカン・バスケットボール・アソシエーションのケンタッキー・バイソンズはボーリンググリーンを本拠地にしているが、試合はオーウェンズボロで行っている。バイソンズは2008年ABA選手権に優勝した。

#### ゴルフコース
ボーリンググリーンにはゴルフコース7箇所、ディスクゴルフコース8箇所がある。
| ゴルフ                               | ディスクゴルフ                            |
| ------------------------------------ | ----------------------------------------- |
| クロスウィンズ                       | バジル・グリフィン・パーク                |
| ポール・ウォーカー                   | ホブソン・グローブ・パーク                |
| リバービュー                         | KOA カンプグラウンド                      |
| オールドストーン                     | ラバーズ・レーン・パーク                  |
| ボーリンググリーン・カントリークラブ | プレストン・ミラー・パーク                |
| インディアンヒルズ                   | スペロ・ケレアケス・パーク                |
| コビントン・ウッズ                   | ホワイトパーク                            |
|                                      | ウィリアム・H・ナッチャー・エレメンタリー |

### その他の見どころ
- マンモス・ケーブ国立公園
- ビーチベンド
- ゼネラルモーターズ組立工場
- 全国コルベット・ホームカミング
- キャピトル・アーツセンター
- ケイブ・スプリングス・カバーンズ
- エロイーズ・B・フーチェンス・センター
- ルイビル・アンド・ナッシュビル鉄道駅歴史鉄道公園
- ロストリバー・ケイブ・アンド・バレー
- ホブソン・グローブのリバービュー

## メディア

### 印刷物
- ザ・アンプリファイア - ケンタッキー州南部の芸術と娯楽、月刊、1995年発刊
- ボーリンググリーン・デイリー・ニューズ - 日刊紙
- カレッジ・ハイツ・ヘラルド - 西ケンタッキー大学学生新聞
- ザ・スポーティング・タイムズ - ケンタッキー州南中部で最初の高校新聞、月刊
- カントリー・ペドラー
- ソーキー・ハプニングス -  ボーリンググリーン周辺での出来事ガイド
- ハイスクール・ゾーン -  ケンタッキー州南中部の高校スポーツを扱う雑誌

### テレビ
- WBKO ABC系列 Channel 13
- WKYU 公共放送サービス系列 Channel 24
- WNKY NBC系列 Channel 40
- WKGB 公共放送サービス/ケンタッキー教育テレビ系列 Channel 53
- インサイト・コミュニケーションズ （ケーブルテレビ）

### デジタルテレビ
デジタルテレビは12局ある。

### ラジオ
ラジオはAMが3局、FMが11局ある。

### ウェブ
- www.gobgky.com - トーク、ニューズ、フォーラム、デーティング

これらのメディアに加えて、ボーリンググリーンは一年中音楽ビデオや映画とテレビのショーに使われている。映画『ハロウィン』や『ザ・フォッグ』に使われた場所や通りは地元住民にはお馴染みの場所である。ボーリンググリーンで育ったジョン・カーペンター監督はその映画の中にボーリンググリーンを度々登場させている。
映画『ハロウィーン』のパロディである『ハウンティッドウィーン』はボーリンググリーンで撮影された。約55マイル (88 km) 北のテネシー州ナッシュビルと共にボーリンググリーンはメディアに登場することの多い場所である。

## 近くの都市と地域社会

### 郡内の地域社会
| アレン・スプリングス | アルバトン   | ブルーレベル     | ブラウニング       |              |
| ケイブヒル           | ドレイク     |                  |                    |              |
| オークランド         | ペトロス     | プラノ           | プラムスプリングス |              |
| リチャーズビル       | リッチポンド | ロックフィールド | スミスグローブ     | ウッドバーン |

### 近くの都市
| ブラウンズビル | フランクリン | グラスゴー   |
| モーガンタウン | ラッセルビル | スコッツビル |

## 著名な住人
- トマス・リルボーン・アンダーソン（1808年-1885年） - ボーリンググリーン生まれ、ミズーリ州選出のアメリカ合衆国下院議員[9]
- ジョン・カーペンター - 映画監督
- レックス・チャップマン - 元プロ・バスケットボール選手、カレッジではケンタッキー・ワイルドキャッツ、プロではシャーロット・ホーネッツ、ワシントン・ブレッツ、マイアミ・ヒートおよびフェニックス・サンズでプレイ、デンバー・ナゲッツでは選手会副会長
- ジェファーソン・デイヴィス - アメリカ連合国大統領
- ヘンリー・グライダー - ケンタッキー州選出のアメリカ合衆国下院議員
- ダンカン・ハインズ - 料理評論家
- デボラ・レンショー - NASCARのドライバー
- サム・ブッシュ - 音楽家
- アセナ・ケイジ - 音楽家
- ケイジ・ザ・エレファント - インディ・ロックのバンド
- モーデカイ・ハム - 20世紀初期のキリスト教伝道者、バートン記念バプテスト教会牧師
- ラリー・ジョーンズ - フィード・ザ・チルドレンの創設者
- ヒルビリー・ジム - プロレスラー
- ジョディ・リチャーズ - ケンタッキー州下院議長
- コーリー・ハート - メジャーリーグベースボール選手、ミルウォーキー・ブルワーズ、2008年MLBオールスター戦に出場
- フォックスホール - インストルメント・ポスト・ロックのグループ
- ダグ・モズレー - 合同メソジスト教会の牧師、ケンタッキー州上院議員（1974年-1987年）
- トマス・ニコルソン - 西ケンタッキー大学教授、薬物悪用と薬物政策の権威、オバマ大統領の全国薬物規制政策指導者の候補リストに載った
- ランド・ポール - 医者、2010年アメリカ合衆国上院議員候補、下院議員ロン・ポールの息子
- ナッピー・ルーツ - プラチナ・アルバムを売ったラップ・グループ
- ベン・キース- ペダル・スティール・ギター奏者、ソロミュージシャン、プロデューサー
- ザカリー・スティーブンス - サバテージのボーカル
- クリス・ターナー - 元プロ野球選手
- ジェイムズ・マグナム・クック - モデル・マネジャー、映画制作者、プレイメイトのスペンサー・スコットをマネージしていた

## 姉妹都市
ボーリンググリーン市は2つの都市と姉妹都市を結んでいる。
- 日本兵庫県川西市
- ドイツ、テューリンゲン州、エアフルト

## 遺産
オハイオ州とフロリダ州の各ボーリンググリーン市はこのケンタッキー州ボーリンググリーン市に因んで名付けられた。

## ポップカルチャー
ボーリンググリーンで想を得た歌が多くあり、特に1967年のエヴァリー・ブラザースによる『ボーリンググリーン』が有名である。この歌は1997年にネコ・ケイスによってカバーされた。